# Успенский храм (Жельно)
Церковь Успения Пресвятой Богородицы — православный храм в селе Жельно Андреапольского района Тверской области России. В настоящее время находится в сильноразрушенном состоянии.

## Расположение
Храм находится к югу от современной деревни Жельно (через реку), к северу от озера Ладомиро, где ранее располагался исчезнувший в настоящее время погост Жельно.

## История
Каменный двухпрестольный храм был построен в 1764 году. Есть данные, что церковь была построена в 1784 году. По проверкам 1876 и 1879 годов собственного причта храм не имел, был приписан к Троицкой церкви погоста Неворож.

## Архитектура и современное состояние
Храм представляет собой типичное для конца XVIII века сооружение в сдержанных формах позднего барокко. Двухъярусная композиция складывалась из нижнего четверика и верхнего восьмерика. Оба яруса прорезаны арочными проёмами, заключёнными в рамочные наличники. Угловые части объёмов акцентированы пилястрами с капителями.
В настоящее время от храма сохранилась только колокольня, завершение которой утрачено, а также два небольших фрагмента стен высотой до 1,5 м.